# 住友精密工業
住友精密工業株式会社（すみともせいみつこうぎょう、英: Sumitomo Precision Products Co., Ltd.）は、住友グループの航空宇宙機器などの精密機械メーカーである。
1961年に住友金属工業（現・日本製鉄）の航空事業部門が分離独立した事業体。

## 主力製品・事業

### 航空宇宙事業
- 航空機用脚関連事業
 民間航空 脚システム（降着装置）
 防衛航空 脚システム・プロペラ
- 航空機用熱交換器事業
 航空機エンジン用熱交換器

### 産業機器事業
- 産業用熱交換器事業
 汎用熱交換器（ヒートシンク・相変化型熱交換器）
 LNG/プラント用熱交換器（液化天然ガス蒸発装置）
- 精密油圧機器事業
 油圧ポンプ・バルブ
 クーラントポンプ

### ICT事業
- MEMS･半導体製造装置事業
 シリコン深掘装置、化合物半導体エッチング装置
- MEMSデバイス/応用製品事業
 MEMSデバイス製造（ファウンドリ）
 慣性システム･応用製品(ジャイロセンサ)
- オゾン発生装置事業
 一般用･半導体（主に原子層堆積）用オゾン発生装置
 オゾン処理、促進酸化処理（AOP）システム

## 主要事業所
- 本社 - 兵庫県尼崎市扶桑町1-10
- 東京本社 - 東京都千代田区一ツ橋1-2-2（住友商事竹橋ビル 4階）
- 滋賀工場 - 滋賀県草津市岡本町1000-15
- 尼崎向島工場 - 兵庫県尼崎市東向島東之町1
- 和歌山工場 - 和歌山県和歌山市湊1850
- 名古屋営業所 - 愛知県刈谷市大手町2-29（INOビル4F）

## 沿革
- 1961年 ‐ 住友金属工業株式会社の航空機器事業部門を分離し、住友精密工業株式会社設立。
- 1970年 - 東京証券取引所、大阪証券取引所上場。
- 2012年 - 住友金属工業と新日本製鐵の合併により発足した新日鐵住金（現・日本製鉄）が筆頭株主兼支配株主となる。なお、住金物産（現・日鉄物産）や住友軽金属工業（現・UACJ）も企業合併に伴い住友グループから離脱したため、当社が随一の同系列母体の広報委員会メンバーとなる。
- 2017年 ‐ 新日鐵住金から、上位株主の一社でもある住友商事株式会社へ売却。
- 2023年1月 ‐ 住友商事が株式公開買付けにより議決権所有割合ベースで83.80%の株式を取得。日本製鉄との資本関係が無くなる。
- 2023年3月 ‐ 東京証券取引所スタンダード市場上場廃止。株式併合により住友商事の完全子会社となる。

## 主要関係会社

### 国内関係会社
- SPPテクノロジーズ株式会社（MEMS・半導体製造装置）
- シリコンセンシングシステムズジャパン（ファウンドリ・MEMSの営業）
- シリコンセンシングプロダクツ（ファウンドリ・MEMS）
- SPP長崎エンジニアリング株式会社（航空機降着装置の整備）

### 海外関係会社
- Sumitomo Precision USA, Inc.（米・航空機器製造）
- SPP Canada Aircraft, Inc.（加・航空機製造）
- 寧波住精液圧工業有限公司 （中・油圧機器）
- 住友精密工業技術（上海）有限公司（中・環境関連機器）
- Silicon Sensing Systems, Ltd.（英・MEMSセンサ）